# Sankt Kathrein am Offenegg I. Viertel
Sankt Kathrein am Offenegg I. Viertel ist eine Ortschaft und als Kathrein I. Viertel eine Katastralgemeinde der Gemeinde Sankt Kathrein am Offenegg im Bezirk Weiz in Steiermark.

## Geografie
Hauptort der am Ostrand des Passailer Beckens liegenden Ortschaft ist das Dorf Sankt Kathrein (970 m ü. A.). WeitereBbestandteile der sich nach Süden erstreckenden Ortschaft sind das Dorf Gschaid, die Rotten Greith, In der Weiz (730 m ü. A.), Klamm (700 m ü. A.), Kogl, Mistlegg und Zeil (1080 m ü. A.), die Weiler Oberlambach, Oberriegl und Unterriegl sowie einige Einzellagen.

## Siedlungsentwicklung
Zum Jahreswechsel 1979/1980 befanden sich in der Katastralgemeinde Kathrein I. Viertel insgesamt 171 Bauflächen mit 88.254 m² und 21 Gärten auf 8.394 m², 1989/1990 gab es 177 Bauflächen. 1999/2000 war die Zahl der Bauflächen auf 554 angewachsen und 2009/2010 bestanden 338 Gebäude auf 654 Bauflächen.

## Geschichte
Laut Adressbuch von Österreich waren im Jahr 1938 im I.Viertel zwei Gastwirte, ein Sägewerk, und zahlreiche Landwirte ansässig.

## Bauwerke
Die der hl. Katharina von Alexandrien geweihte Pfarrkirche, der Friedhof und das Pfarrhaus steht unter Denkmalschutz (Listeneintrag).

## Bodennutzung
Die Katastralgemeinde ist land- und forstwirtschaftlich geprägt. 568 Hektar wurden zum Jahreswechsel 1979/1980 landwirtschaftlich genutzt und 898 Hektar waren forstwirtschaftlich geführte Waldflächen. 1999/2000 wurde auf 524 Hektar Landwirtschaft betrieben und 909 Hektar waren als forstwirtschaftlich genutzte Flächen ausgewiesen. Ende 2018 waren 498 Hektar als landwirtschaftliche Flächen genutzt und Forstwirtschaft wurde auf 911 Hektar betrieben. Die durchschnittliche Bodenklimazahl von Kathrein I. Viertel beträgt 17,8 (Stand 2010).

## Persönlichkeiten
- Eveline Wild (* 1980), Konditorin und Fernsehköchin, arbeitet im Hotel Der WILDe Eder